# جان وسلی جارویس
جان وسلی جارویس (به انگلیسی: John Wesley Jarvis؛ زاده حدود ۱۷۸۱ - درگذشته ۱۴ ژانویه ۱۸۳۹) نقاش امریکایی فعال در اوایل قرن نوزدهم بود و عمدتاً در زمینه نقاشی پرتره فعالیت می‌کرد. جارویس در ساوت شیلدز انگلستان به دنیا آمد و در پنج سالگی به ایالات متحده آورده شد. اوایل فعالیتش را در فیلادلفیا متمرکز کرده بود اما بعداً به نیویورک رفت. در اواخر عمر کارش از رونق افتاد و در فقر در نیویورک از دنیا رفت. از جمله افراد مشهوری که که موضوع پرتره های جارویس بوده‌اند می توان به:اندرو جکسن (رئیس جمهور ایالات متحده)، فیلیپ هون (شهردار نیویورک) و واشنگتن اروینگ (نویسنده) اشاره کرد.
جان وسلی جارویس برادرزاده جان وسلی، کشیش و حکیم الهی بریتانیایی است.

## نگارخانه

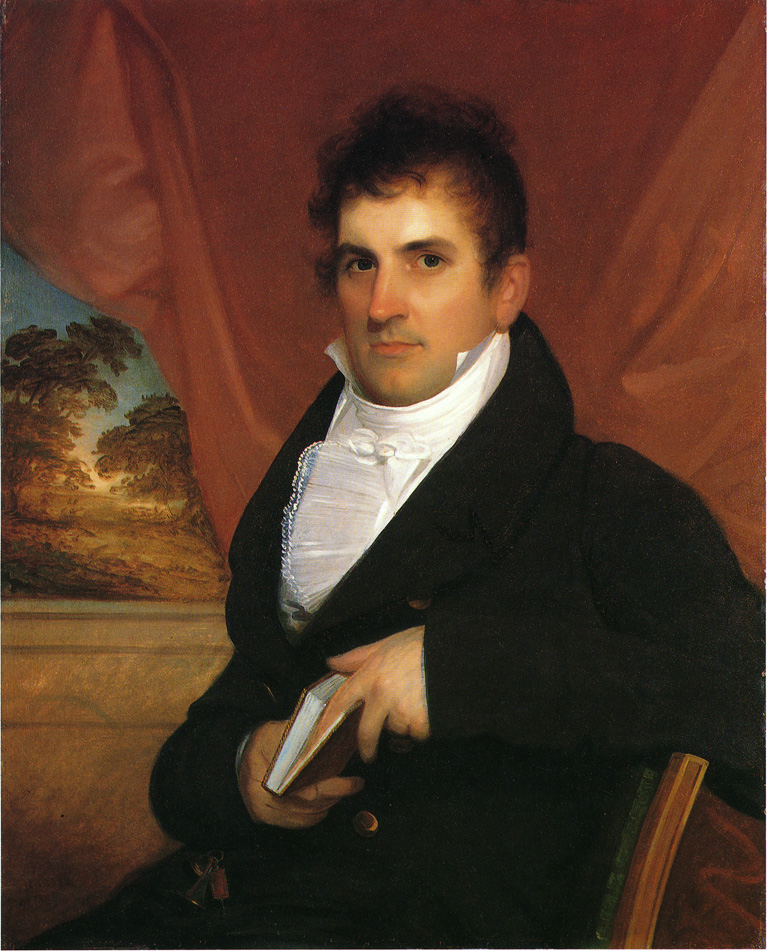
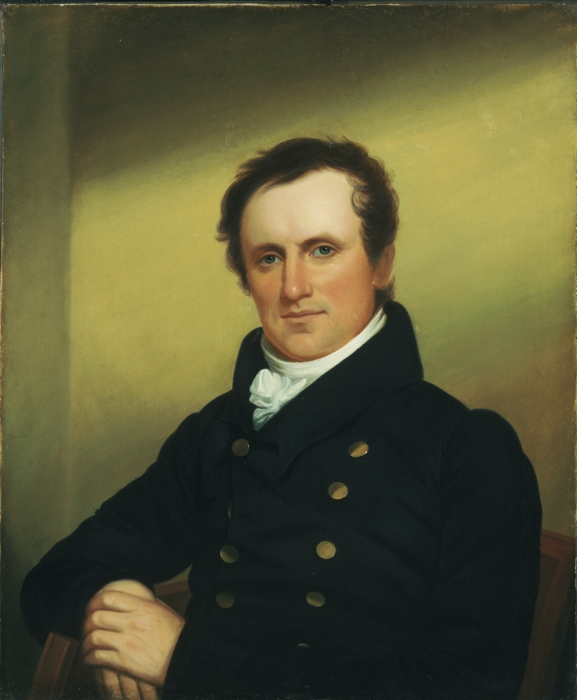
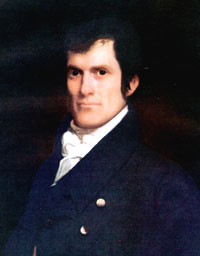